# وادي السليكون البرازيلي

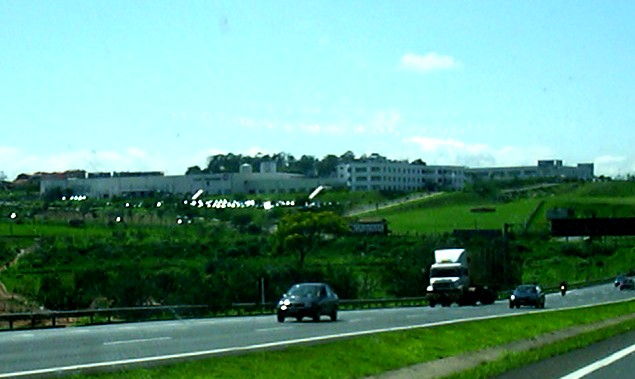
طريق وادي السيلكون البرازيلي

وادي السيلكون البرازيلي هو مصطلح يطلق عادة على منطقة كامبيناس وفي المنطقة الجنوبية يطلق على مدينة فلوريانوبوليس في البرازيل بسبب تشابهه مع وادي السيليكون "الأصلي"، الواقع في كاليفورنيا في الولايات المتحدة الأمريكية.

## المميزات
وقد اكتسب كامبيناس هذا التمييز لأنه يحتوي على العديد من الميزات القابلة للمقارنة، مثل:
- إنها مدينة حديثة تقع بالقرب من المدينة العملاقة ساو باولو.
- لديها جامعة نابضة بالحياة، ذات تكنولوجيا عالية وبيئة بحثية، تتألف من جامعة كامبيناس (UNICAMP)، والجامعة الكاثوليكية البابوية في كامبيناس،FACAMP، و UNISAL (مركز جامعة Salesário Salesiano دي ساو باولو)، ومركز البحث والتطوير في الاتصالات السلكية واللاسلكية (CPqD)، المختبر الوطني للضوء السنكروترون، ومعهد ريناتو آرتشر للبحوث (CenPRA)، والشركة البرازيلية للبحوث الزراعية (إمبرابا)، والمعهد الزراعي في كامبيناس، والمعهد البيولوجي، ومعهد تكنولوجيا الأغذية، ومعهد إلدورادو، ومعهد فيرنر فون براون، والعديد من المعاهد الأخرى. يضم كامبيناس نسبة الباحث/السكان مساوية لتلك الموجودة في مراكز التكنولوجيا الأكثر تقدما.
- وقد استقر عدد من الصناعات الكهربائية والإلكترونية عالية التقنية وغير الملوثة حول كامبيناس، مثل IBM، لوسنت، سامسونج، نورتل، كومباك، فريكليس أشباه الموصلات، موتورولا، ديل، فيرتشايلد أشباه الموصلات، هواوي، 3M، تكساس أنسترومنتس، سيليستيكا، سولكترون، وبوش.
- وقد تطورت هناك العديد من المجمعات الصناعية وحاضنات شركات التكنولوجيا العالية في مجالات الالكترونيات الدقيقة والحواسيب والبرمجيات والاتصالات السلكية واللاسلكية وغيرها.

## التاريخ
وحتى السبعينات، كان لدى منطقة كامبيناس صناعات قليلة وكان اقتصادها قائماً على الزراعة وفي قطاعي الخدمات والتجارة. مع تأسيس UNICAMP وتوافر جاهز من الباحثين والمهندسين والطلاب عالية الجودة التي تركز على الفيزياء والهندسة الكهربائية وعلوم الكمبيوتر والرياضيات والهندسة الميكانيكية، وما إلى ذلك، بدأ عدد من شركات التكنولوجيا الفائقة لإنشاء مصانعها الصناعية ومختبرات البحث والتطوير القريبة، مثل IBM. بدأت بلدية كامبيناس والمحيطين بها في تعزيز نمو هذه المنطقة الجديدة بنشاط، وأنشئت المناطق الصناعية التابعة لـ CIATEC I و II (Companhia de Desenvolvimento do Pólo de Alta Tecnologia de Campinas) حول حرم الجامعة في المناطق الفرعية في باراو جيرالدو. كان مركز البحث والتطوير الذي أقامته شركة Telebras، وهي دولة ممسكة بصناعة الاتصالات في البرازيل، والتي نمت بشكل كبير تحت مظلة النظام العسكري، هو الدفعة الثانية لوادي السليكون كامبيناس. وقد أصدرت الحكومة الاتحادية قانوناً يحمي التكنولوجيا البرازيلية الصنع من الواردات، مما أدى إلى مزيد من النمو. جنبا إلى جنب مع الباحثين UNICAMP حدث عدد من التطورات الرائدة في مجالات العلامة التجارية الجديدة من الليزر والألياف البصرية والاتصالات الهاتفية الرقمية وتكنولوجيا الكمبيوتر وتطوير البرمجيات وهلم جرا. بالإضافة إلى ذلك، بدأت شركة النفط العملاقة المملوكة للدولة بتروبراس في تطوير برنامج طويل المدى للتنقيب عن النفط بهدف جعل البرازيل مستقلة عن واردات النفط، وهي سياسة بدأها الجيش أيضاً لأسباب إستراتيجية واقتصادية (أثرت الصدمة النفطية تأثيراً عميقاً على البلاد)، وكانت جامعة يونيكامب واحدة من جامعات الأبحاث الرائدة التي شاركت فيها. وفي هذا الصدد، فإن فلسفة يونيكامب المفتوحة للتعاون مع القطاع الخاص (التي لم يسمع بها أحد في البرازيل حتى ذلك الوقت)، والتي أنشأها مؤسسه صاحب البصيرة ورئيس الجامعة الأول، الدكتور زيفيرينو فاز، مهدت الطريق لتآزر فريد بين الصناعة والجامعة.

## مناطق أخرى
وتطالب مناطق أخرى في البرازيل أيضا بوضع مماثل لـ "كامبيناس سيليكون فالي"، على الرغم من أنها أقل تنظيماً بكثير ومع شركات أصغر حجماً. وهي:
- أراراكواريا وساو كارلوس، ولاية ساو باولو، مع صناعات التكنولوجيا العالية وجامعة ساو باولو - USP، جامعة ساو كارلوس الاتحادية - UFSCar و Universidade Estadual Paulista Júlio de Mesquita Filho - UNESP.
- ريسيفي، ولاية بيرنامبوكو، مع ميناء رقمي ناشئ والعديد من العلاقات التعاونية مع جامعة بيرنامبوكو الاتحادية.
- فالي دو Sapucaí في ولاية ميناس جيرايس، مع العديد من المدن (مثل سانتا ريتا دو Sapucai) حيث التعاون بين الصناعات ذات التكنولوجيا العالية والجامعات (مثل INATEL) معترف بها عموما باعتبارها واحدة من أفضل الأمثلة على وادي السليكون الوليدة.
- بيلو هوريزونتي، ولاية ميناس جيرايس، ليس بشكل صحيح وادي السيليكون لأنه يحتوي في الغالب على صناعة برمجيات، ولكن BHTec القادمة جنبا إلى جنب مع التطورات المحتملة في صناعة أشباه الموصلات في منطقة العاصمة (على وجه التحديد، في Confins) يمكن أن تغير هذا الوضع.
- فلوريانوبوليس، ولاية سانتا كاتارينا، لديها أيضا في الغالب صناعة البرمجيات.
- كما أن مدن ريو دي جانيرو، وبورتو أليغري، وكوريتيبا، وبلوميناو، ولوندرينا، وجميعها في الجنوب الشرقي والجنوب، تتمتع باقتصاد رقمي متطور للغاية.

## الفهرس
- لاهورج، منتزه العلوم والتكنولوجيا كأداة لتوحيد مجموعة علوم الحياة: حالة بورتو أليغري تكنوبول، مركز التنمية الاقتصادية ، بلغاريا.